# Юрин, Георгий Васильевич
Георгий Васильевич Юрин (5 февраля 1909, Баку, Российская империя — 12 августа 1993, Москва, Россия) — военно-морской деятель, кораблестроитель, вице-адмирал-инженер (18.11.1971), вице-адмирал (26.04.1984).

## Биография
Родился 5 февраля 1909 года в Баку. Русский. С 1921 года жил в  городе Златоуст,  здесь окончил школу 2-й ступени (у М. Я. Сюзюмова).
В октябре 1929 года поступил в Высшее военно-морского училище имени М. В. Фрунзе. В октябре 1930 года окончив  первый курс  училища был переведён в Военно-морское инженерное училище имени т. Дзержинского. С мая 1935 года, после окончания училища служил помощником  военпреда, а с июля 1938 года районным инженером КПА Управления кораблестроения ВМФ СССР на Балтийском судостроительном заводе.
С июля 1939 года  — заместитель уполномоченного Управления кораблестроения ВМФ СССР в Ленинграде. Член ВКП(б) с 1939 года. С августа 1940 года старший инженер 2-й секции 1-го отдела (наблюдения за проектированием) УК ВМФ. С декабря 1940 года старший инженер-кораблестроитель 1-й секции того же отдела. В августе 1941 года участвовал в знаменитом переходе кораблей Балтийского флота из Таллина в Кронштадт. С июня 1942 года начальник отдела проектирования надводных боевых кораблей  Научно-технического комитета ВМФ. С марта 1943 года — начальник отделения КПА УК ВМФ на заводе № 661 (Судоремонтный завод в г. Балаково).
С января 1944 года — в распоряжении Разведывательного Управления  Главного Штаба ВМС СССР, с ноября 1944 года начальник 1-го отделения — заместитель  начальника 4-го отдела РУ ГШ ВМС, а с июня 1945 года заместитель  начальника отдела РУ ГШ ВМС- член комиссии по разоружению военного флота Германии и созданию ВМС ГДР. С февраля 1947 года - старший помощник начальника по кораблестроению Советской военной администрации в Германии, с апреля 1947 года начальник 1-го отделения, он же заместитель начальника, а с июня 1948 года начальник военно-морского отдела Управления СВАГ. С сентября 1950 года - начальник 5-го направления 2-го управления Второго Главного Управления Морского Главного Штаба Военно-морского министерства. С января 1951 года — начальник 10-го отдела — помощник начальника Главного оперативного управления МГШ. С декабря 1952 года - начальник 10-го отдела МГШ,  на этой должности занимался материальной частью кораблей, вооружением — их подготовкой из имеющегося в составе ВМФ наличия и отправкой иностранным получателям, подготовкой иностранных экипажей для кораблей, подбором и командированием наших военных специалистов и советников, обеспечением иностранных офицеров в советских учебных заведениях, подготовкой визитов Главнокомандующего ВМФ в зарубежные страны и приемом иностранных военно-морских делегаций в СССР.
С мая 1953 года инженер-контр-адмирал Юрин прикомандирован к Министерству внешней торговли СССР на должность заместителя  начальника Главного инженерного управления министерства с оставлением в кадрах ВМФ. Зам. нач-ка ГИУ Министерства внешней торговли СССР. С марта 1955 года — заместитель начальника Главного управления по делам экономических связей со странами народной демократии МВТ СССР. С июля 1957 года — заместитель начальника Главного инженерного управления при Комитете Совета Министров СССР по внешним экономическим связям. С марта 1976 года  вице-адмирал-инженер Юрин в отставке.
Редактор и автор вступительной статьи о своем учителе, ученом-кораблестроителе в книге «Василий Григорьевич Власов: 1896-1959», Москва, изд-во «Наука» (1980).
Умер 12 августа 1993 года.  Похоронен на Головинском кладбище в Москве.

## Награды
- орден Ленина (05.11.1954)[3][4];
- орден Красного Знамени (15.11.1950)[4][5];
- орден Отечественной войны 1-й степени (06.04.1985)[6][7];
- три ордена Красной Звезды (в т.ч. 03.11.1944[4][8], 24.06.1948[3]);
- два ордена «Знак Почёта» (1966[1], 1971[1])
  - медали в том числе:
  - «За победу над Германией в Великой Отечественной войне 1941—1945 гг.» (1945)[3];
  - «Ветеран Вооружённых Сил СССР» (1976)
  - «За укрепление боевого содружества»
- знак «50 лет пребывания в КПСС»

Почетные звания
- Почетный гражданин города Златоуст Челябинской области.

Других стран
 ВНР:
- орден Красного Знамени
- медаль «За службу Родине» I степени - золото (20.02.1970)

 ГДР:
- орден «За заслуги перед Отечеством» II степени в серебре
- медаль «Братство по оружию» I степени - золото

 Китай: 
- медаль «Китайско-советская дружба»

 МНР:
- медаль «50 лет Монгольской Народной Революции» (16.12.1971)
- медаль «50 лет Монгольской Народной Армии» (15.03.1971)

 ПНР:
- Командорский крест ордена Возрождения Польши
- медаль «Братство по оружию»

 Чехословакия:  
- медаль «За укрепление дружбы по оружию» II степени